# 뱀과 사다리

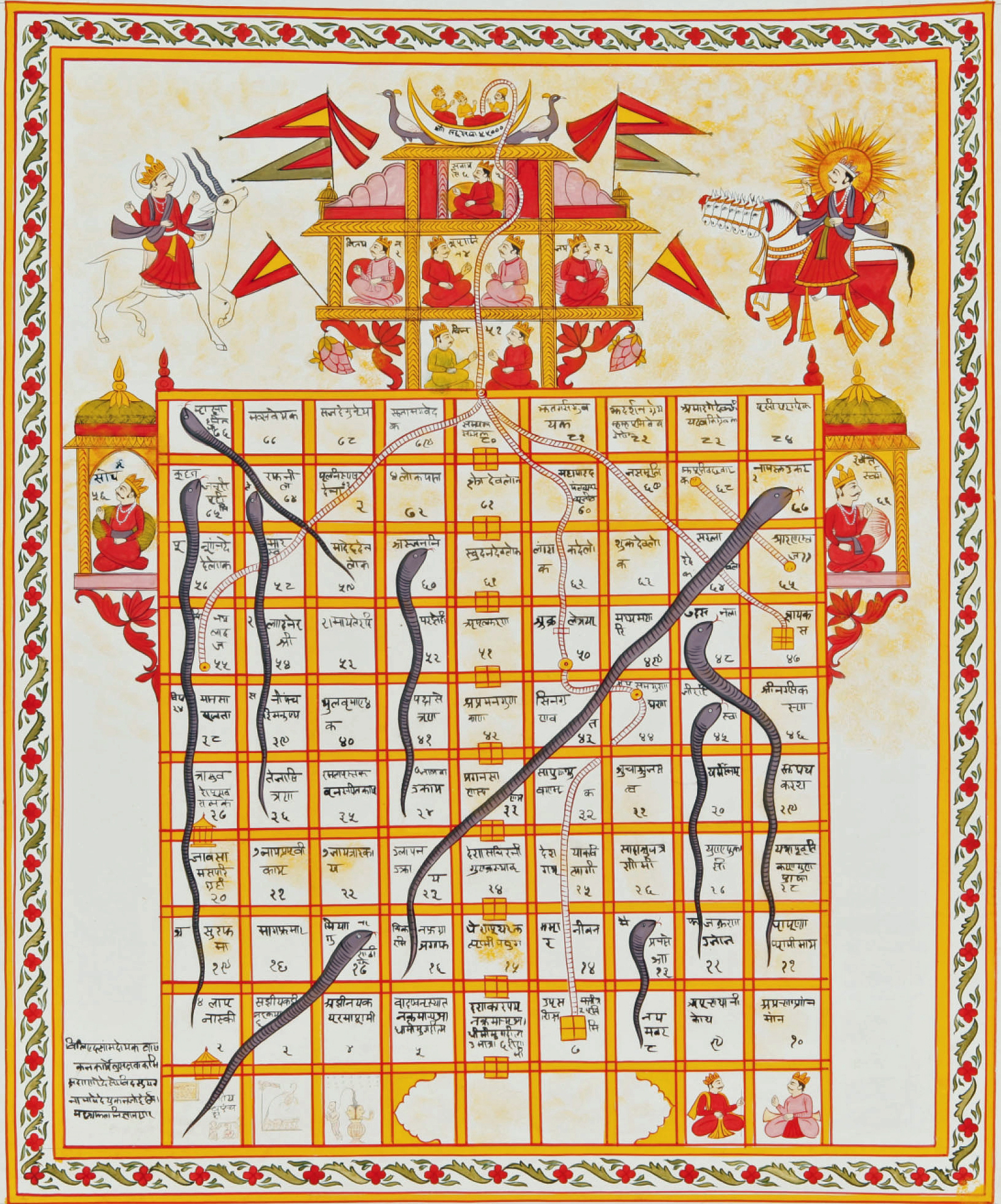

뱀과 사다리(영어: Snakes and ladders)는 2명 혹은 그 이상이 하는 보드 게임으로 8x8, 10x10, 12x12칸짜리 판이 많이 사용된다. 영국에서 처음 출시되었으며, 비슷한 버전에는 도랑과 사다리가 있다. 이 놀이가 발원된 곳은 인도로, 바이쿤타팔리(Vaikuntapali →구원의 사다리)라는 이름이었다.

## 게임 방법
먼저 말을 준비하고 주사위 하나를 굴려 그 수만큼 더하여 해당하는 칸에 전진하는데, 뱀을 만나면 뱀을 따라 내려가고, 사다리를 만나면 사다리를 타고 올라간다. 보통 사다리에 해당되는 곳에는 행운이 일어나고, 뱀에 해당되는 곳에는 불운이 일어나다. 그리하여 칸의 끝까지 도달하면 이긴다.